# Nica’s Dream
Nica’s Dream ist eine Jazzkomposition von Horace Silver aus dem Jahr 1954. Der Titel ist eine Reverenz an die Freundin und Mäzenin der damaligen Jazzszene, Pannonica de Koenigswarter, genannt „Nica“.
Nica’s Dream hat 64 Takte in der Form AABA in mäßig schnellem Tempo. Es ist eine der bekanntesten Kompositionen Silvers und einer der Klassiker des Hardbop. Laut Silvers eigener Aussage gehen die ersten beiden Akkorde von Nica’s Dream auf zwei Voicings zurück, die Miles Davis ihm am Klavier beigebracht hatte. Miles und Silver wohnten Mitte der Fünfzigerjahre neben anderen Jazzmusikern wie Doug Watkins, Art Farmer und Donald Byrd im Arlington Hotel, New York, und besuchten einander ab und an. Dabei zeigte Miles ihm einige Jazzharmonien, sogenannte Voicings. Silver: „Ich kann aufrichtig sagen, dass ich von Miles mehr gelernt habe, als von jedem anderen. Er war ein großartiger Lehrer.“
Außer den zahlreichen Einspielungen von Horace Silver wurde Nica’s Dream auch von Art Blakey, Curtis Counce, Blue Mitchell, Kenny Burrell, Joe Pass, Mel Tormé und Phil Woods aufgenommen.